# فيرمين ندومبي موبيلي
فيرمين ندومبي موبيلي (بالفرنسية: Firmin Ndombe Mubele)‏ هو لاعب كرة قدم كونغولي ديمقراطي يلعب حاليًا لصالح نادي تولوز.

## مسيرة الأندية
في مارس 2013، سجل ثلاثة أهداف لصالح فيتا كلوب في مباراته ضد نادي كايزر تشيفز في دوري أبطال أفريقيا 2014.

## المسيرة الدولية
استدعي موبيلي لقائمة منتخب تحت 20 سنة للمشاركة في بطولة تولون الدولية 2013.
كما اختير ضمن تشكيلة أفضل لاعبي بطولة أمم أفريقيا للمحليين 2014 والتي شارك في أربع مباريات فيها.

## روابط خارجية
- فيرمين ندومبي موبيلي على موقع الاتحاد الدولي (مؤرشف)  (الإنجليزية)
- فيرمين ندومبي موبيلي على موقع الاتحاد الأوربي (الإنجليزية)
- فيرمين ندومبي موبيلي على موقع رابطة كرة القدم الفرنسية للمحترفين (الإنجليزية)
- فيرمين ندومبي موبيلي على موقع قاعدة بيانات كرة القدم.إي يو (الإنجليزية)
- فيرمين ندومبي موبيلي على موقع ليكيب (الفرنسية)
- فيرمين ندومبي موبيلي على موقع ناشيونال فوتبول تيمز (الإنجليزية)
- فيرمين ندومبي موبيلي على موقع Soccerway.com (الإنجليزية)
- فيرمين ندومبي موبيلي على موقع عالم كرة القدم.نت (الإنجليزية)